# Adalbert Leidinger

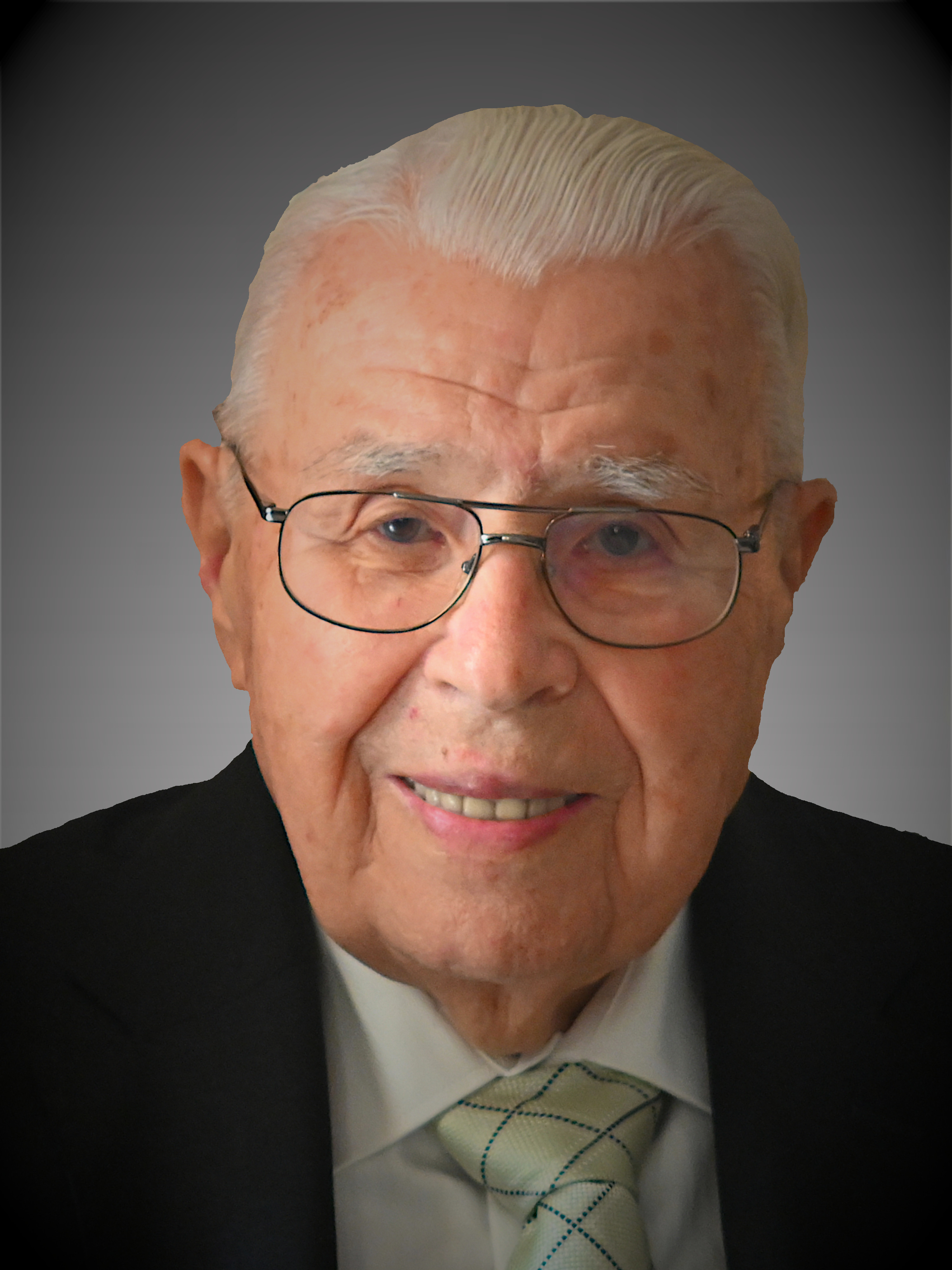
Adalbert Leidinger am 14. April 2019

Adalbert Leidinger (* 20. Januar 1926 in Werl; † 29. August 2019 in Düsseldorf) war ein deutscher Verwaltungsjurist.

## Leben

### Ausbildung und Beruf
Nach Arbeits- und Kriegsdienst (1944), Kriegsgefangenschaft in Frankreich (1945–1948) und Studium der Rechts- und Staatswissenschaften  an der Westfälischen Wilhelms-Universität Münster (1948–1954) begann Adalbert Leidinger seine berufliche Laufbahn 1955 bei der Bezirksregierung in Düsseldorf.
Dort war er unter anderem in der Kommunal- und Sparkassenaufsicht, Schulaufsicht sowie als Hauptdezernent „Polizei“ tätig. Ab 1964 war er Zweiter Stadtdirektor und Stadtkämmerer in Paderborn und hat u. a. maßgeblich auf die Begründung einer Städtepartnerschaft mit Le Mans (Frankreich) hingewirkt. Von 1969 bis zu seiner Pensionierung im Jahr 1992 war er Geschäftsführendes Vorstandsmitglied des Landkreistages NW. Er übernahm 1973 auch das Amt des Geschäftsführenden Präsidialmitglieds des Deutschen Landkreistages, seinerzeit mit Sitz in Bonn. Diese Funktion hatte Leidinger in Personalunion mit der NRW-Geschäftsführung bis Mitte 1977 inne. Er vertrat die (west-)deutschen Landkreise im Beratenden Ausschuss der kommunalen und regionalen Gebietskörperschaften bei der Kommission der Europäischen Gemeinschaft (1973–1988) sowie in der ständigen Konferenz der regionalen und kommunalen Gebietskörperschaften beim Europarat in Straßburg (1985–1991).
Adalbert Leidinger engagierte sich für eine wissenschaftliche Begründung der Verwaltungspraxis: Er hatte maßgeblichen Anteil an der Entstehung des Freiherr-vom-Stein-Instituts an der Westfälischen Wilhelms-Universität Münster (WWU), welches Problemstellungen des deutschen und europäischen Kommunalrechts wie auch des Sparkassenrechts wissenschaftlich bearbeitet. In diesem Zusammenhang begleitete er im Zuge der demokratischen Wende auf der Iberischen Halbinsel ebenso wie in Osteuropa die Errichtung funktionsfähiger kommunaler Gebietskörperschaften, knüpfte aber auch Beziehungen zu kommunalen Spitzenverbänden in Finnland. Dem Freiherr-vom-Stein-Institut ist er bis an sein Lebensende verbunden geblieben.

### Mitgliedschaften (auszugsweise)
- Kuratorium des Freiherr-vom-Stein-Instituts an der Universität Münster
- WDR-Rundfunkrat[2] als Vorsitzender des Finanzausschusses
- Beirat des Instituts für Rundfunkökonomie an der Universität zu Köln
- Mitglied des Vorstands der Rechts- und Staatswissenschaftlichen Vereinigung Düsseldorf
- Mitglied im Lions Club Düsseldorf-Hösel

### Ehrungen
Für seine Verdienste beim Aufbau der kommunalen Selbstverwaltung und der kommunalen Neuordnung sowie – nach der Wiedervereinigung – bei der Wiederbelebung der kommunalen Selbstverwaltung in den neuen Bundesländern wurde Adalbert Leidinger 1991 mit dem Großen Verdienstkreuz des Verdienstordens der Bundesrepublik Deutschland ausgezeichnet. Bereits im Jahr 1983 wurde er mit dem Verdienstkreuz 1. Klasse geehrt. Außerdem ist er Träger des nordrhein-westfälischen Verdienstordens.
In Anerkennung seiner wissenschaftlichen Verdienste und Leistungen verlieh ihm die juristische Fakultät der WWU im Jahr 1988 die Ehrendoktorwürde.  Er war einer der Gründungsväter des Freiherr-vom-Stein-Instituts an der Universität Münster.

### Familie
Adalbert Leidinger war seit 1953 verheiratet mit Anna Maria Leidinger, geb. Mattis († 2013), mit der er vier Kinder (Friedrich, Bernhard, Ludwig und Elisabeth) hatte. 2019 heiratete er Ursula Linnenweber. Er ist der Bruder des Historikers Paul Leidinger.